# مونگاردینو
مونگاردینو (به ایتالیایی: Mongardino) یک کومونه در ایتالیا است که در استان آسته واقع شده‌است.

## خصوصیات
مونگاردینو ۶٫۷ کیلومترمربع مساحت و ۹۸۹ نفر جمعیت دارد.